# Pont Saint-Michel
Pont Saint-Michel (česky Most svatého Michala) je silniční most přes řeku Seinu v Paříži. Spojuje ostrov Cité (4. obvod) a 5. obvod na levém břehu. Most byl pojmenován podle nedaleké kaple sv. Michala, která se nacházela v tehdejším královském paláci na ostrově (nyní Justiční palác).

## Historie
O výstavbě kamenného mostu rozhodl pařížský parlament v roce 1378 po dohodě s kapitulou Notre-Dame a pařížskými měšťany. Stavba probíhala v letech 1379–1387. Po svém dokončení se nazýval Pont-Neuf (Nový most), který však není totožný se současným Pont Neuf. Po svém dokončení byly na mostě postaveny domy. V roce 1408 most strhla povodeň a vzhledem k nedostatku financí během probíhající stoleté války byl nový most postaven ze dřeva. V roce 1444 pařížský parlament rozhodl vyčlenit část příjmů z pokut k opravě mostu. Současný zděný most byl postaven v roce 1857.

## Architektura
Stavbu projektovali Paul-Martin Gallocher de Lagalisserie a Paul Vaudrey. Most je zděný o třech obloucích, jejichž rozpětí je 17,20 m. Celková délka mostu činí 62 metry a šířka 30 metrů (vozovka 18 m, dva chodníky 6 m).